# Џогинг
Џогинг је врста спорог односно рекреацијског трчања. Главни циљ је побољшање физичке спреме а без претераног напора тела које је карактеристично за брзо трчање, углавном се одржава мала брзина али на већим дистанцама. Џогирање је трчање умереним темпом. Непостоји прецизно разграничење шта је трчање а шта џогинг; једна од дефинција гласи да свако трчање спорије од 10km/h је џогинг.